# Miss Nevada USA

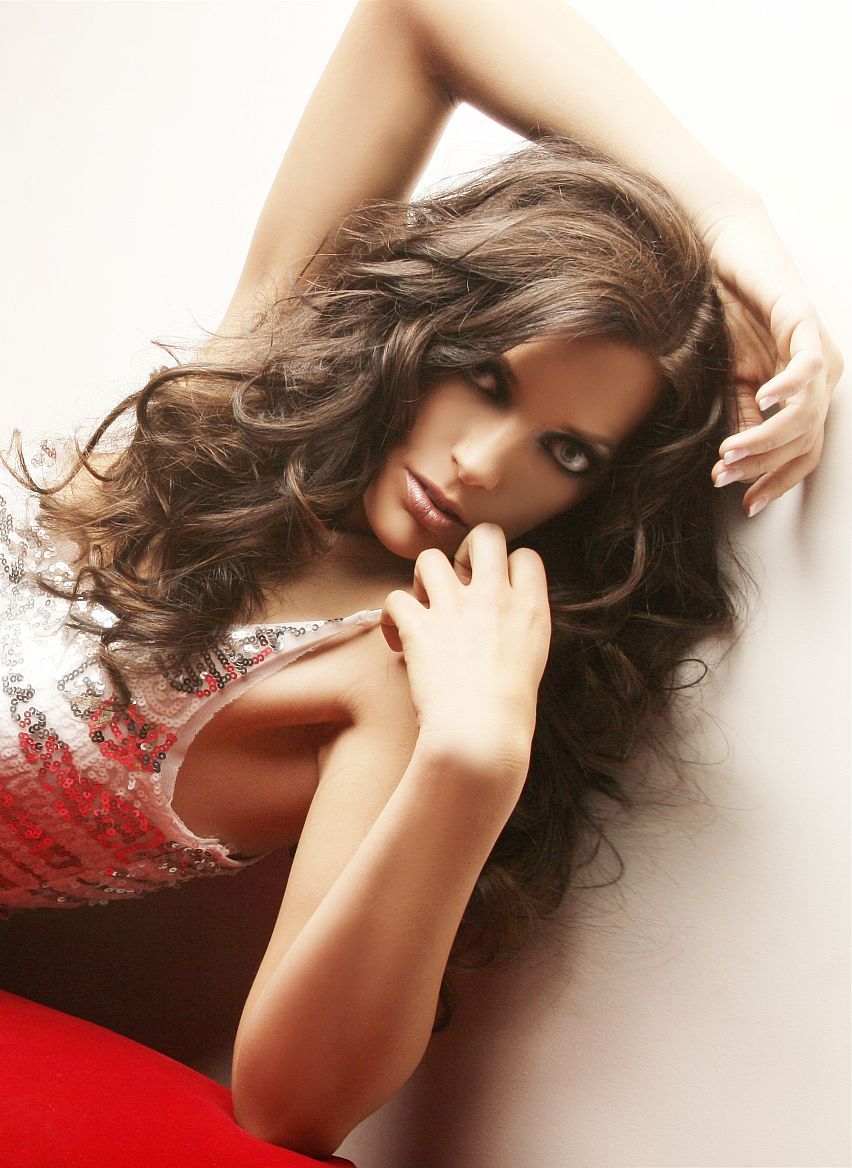
Julianna Erdesz Miss Nevada USA 2010

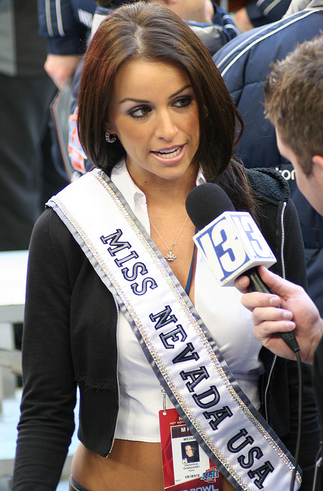
Veronica Grabowski, Miss Nevada USA 2008, é entrevistada durante o Super Bowl XLII

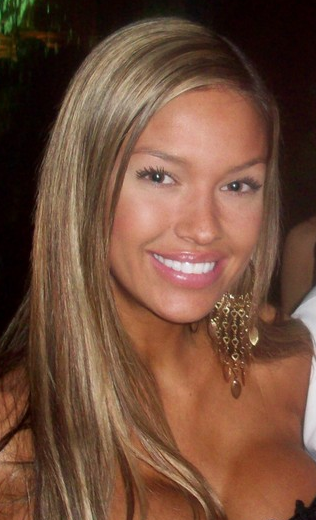
Helen Salas, Miss Nevada USA 2007

A competição de Miss Nevada USA é o concurso de beleza destinado a eleger a representante do Estado de Nevada para o concurso Miss USA.
Depois de ter um excelente desempenho nos primeiros anos do concurso Miss USA, Nevada só obteria uma única classificação entre 1987 e 2000. Esse jejum foi quebrado pela classificação de Gina Giacinto entre as finalistas do Miss USA 2001.
Algumas vencedoras do Miss Nevada USA competiram anteriormente nos concursos Miss Teen USA e Miss América. Seis destas obtiveram o título de Miss Nevada Teen USA e três delas a coroa de Miss Nevada America no concurso Miss América.
Em 2021 venceu Kataluna Enriquez a primeira mulher trans a competir no Miss Nevada USA.

## Sumário de resultados

### Classificações
- Vencedora(s): Nia Sanchez (2014)
- 2ª(s) colocada(s): Mary O'Neal Contino (1977)
- 3ª(s) colocada(s): Joan Adams (1957), Karen Weller (1961), Kathy Landry (1968), Sheri Schruhl (1970), Carolina Urrea (2018)
- 4ª(s) colocada(s): Gina Giacinto (2001), Brittany Lorea McGowan (2015)
- 5ª(s) colocada(s): Janet Hadland (1962), Helen Salas (2007)
- Top 5: Tianna Tuamoheloa (2019)
- Top 10: Earlene Whitt (1953), Joy Blaine (1959), Kathee Francis (1963), Denyse Turner (1965), Jacqueline Moore (1967), Karen Esslinger (1969), Linda Dryden (1974), Christa Lane Daniel (1983), Tammy Perkins (1987), Chelsea Caswell (2013)
- Top 15: Lauren Scyphers (2006)

### Premiações
- Miss Simpatia: Alesia Prentiss (1992)
- Melhor Traje Típico Estadual: Lagracella Omran (1988)

## Vencedoras
| Ano  | Nome                   | Cidade         | Idade1 | Classificação  | Premiações Especiais         | Notas                                                                                            |
| ---- | ---------------------- | -------------- | ------ | -------------- | ---------------------------- | ------------------------------------------------------------------------------------------------ |
| 2020 | Victoria Olona         | Paradise       | 26     |                |                              |                                                                                                  |
| 2019 | Tianna Tuamoheloa      | Las Vegas      | 26     | Top 5          |                              |                                                                                                  |
| 2018 | Carolina Urrea         | Paradise       | 23     | 3ª colocada    |                              | Nasceu na Colômbia                                                                               |
| 2017 | Lauren York            | Las Vegas      | 23     |                |                              |                                                                                                  |
| 2016 | Emelina Adams          | Las Vegas      | 23     |                |                              |                                                                                                  |
| 2015 | Brittany Lorea McGowan | Las Vegas      | 25     | 4ª colocada    |                              |                                                                                                  |
| 2014 | Nia Temple Sanchez     | Las Vegas      | 24     | Vencedora      |                              | 2ª colocada do Miss Universo 2014                                                                |
| 2013 | Chelsea Caswell        | Las Vegas      | 23     | Top 10         |                              |                                                                                                  |
| 2012 | Jade Kelsall           | Las Vegas      | 25     | 4ª colocada    |                              |                                                                                                  |
| 2011 | Sarah Chapman          | Las Vegas      | 26     |                |                              | Irmã da Miss California USA 2004, Ellen Chapman                                                  |
| 2010 | Julianna Erdesz        | Reno           | 25     |                |                              | Anteriormente Miss Nevada America 2008                                                           |
| 2009 | Georgina Vaughan       | Las Vegas      | 20     |                |                              | Anteriormente Miss Nevada Teen USA 2006.                                                         |
| 2008 | Veronica Grabowski     | Henderson      | 23     |                |                              | Teve um relacionamento com Criss Angel em 2008.                                                  |
| 2007 | Helen Salas            | Las Vegas      | 21     | 5ª colocada    |                              | Anteriormente Miss Nevada Teen USA 2004, 3ª colocada no Miss Teen USA 2004                       |
| 2007 | Katie Rees             | St. Petersburg | 22     |                |                              | Destituída de seu título devido à veiculação de fotos inapropriadas e conduta vedada ao reinado. |
| 2006 | Lauren Scyphers        | Gardnerville   | 20     | Semi-finalista |                              |                                                                                                  |
| 2005 | Shivonn Geeb           |                | 25     |                |                              |                                                                                                  |
| 2005 | Sloan Bailey           |                |        |                |                              | Renunciou em janeiro de 2005 por motivos pessoais.                                               |
| 2004 | Victoria Franklin      | Las Vegas      | 23     |                |                              | Anteriormente Miss Nevada Teen USA 1998, 3ª colocada no Miss Teen USA 1998                       |
| 2003 | Ashley Huff            | Henderson      | 22     |                |                              | Anteriormente Miss Nevada 2001                                                                   |
| 2002 | Jenny Valdez           |                |        |                |                              | Competidora no National Sweetheart 2000 e 2001                                                   |
| 2001 | Gina Giacinto          |                | 26     | 4ª colocada    |                              | Anteriormente Miss Nevada 1999                                                                   |
| 2000 | Alicia Carnes          |                |        |                |                              | Anteriormente Miss Nevada Teen USA 1995                                                          |
| 1999 | Shaynee Smith          |                | 23     |                |                              |                                                                                                  |
| 1998 | Tammie Rankin          |                |        |                |                              | Anteriormente Miss Nevada Teen USA 1993                                                          |
| 1997 | Ninya Perna            | Green Valley   | 23     |                |                              |                                                                                                  |
| 1996 | Alisa Castillo         |                | 23     |                |                              |                                                                                                  |
| 1995 | Brook Hammond          | Las Vegas      |        |                |                              | Anteriormente Miss Nevada Teen USA 1991                                                          |
| 1994 | Angela Lambert         |                |        |                |                              |                                                                                                  |
| 1993 | Alexis Oliver          |                |        |                |                              |                                                                                                  |
| 1992 | Alesia Prentiss        |                |        |                | Miss Simpatia                |                                                                                                  |
| 1991 | Jodi Jensen            |                |        |                |                              |                                                                                                  |
| 1990 | Michele Yegge          |                |        |                |                              |                                                                                                  |
| 1989 | Janu Tornell           |                |        |                |                              | Competidora de Survivor: Palau                                                                   |
| 1988 | Lagracella Omran       |                |        |                | Melhor Traje Típico Estadual |                                                                                                  |
| 1987 | Tammy Perkins          | Las Vegas      | 21     | Semi-finalista |                              |                                                                                                  |
| 1986 | LeAnna Grant           | Las Vegas      |        |                |                              | Anteriormente Miss Nevada America 1984                                                           |
| 1985 | Alicia (Berger) Jacobs | Las Vegas      |        |                |                              | Apresentadora do Access Hollywood, jurada do concurso Miss USA 2009                              |
| 1984 | Donna Lee McNeil       | Las Vegas      |        |                |                              |                                                                                                  |
| 1983 | Christa Lane Daniel    | Las Vegas      |        | Semi-finalista |                              |                                                                                                  |
| 1982 | Andrea Pennington      | Las Vegas      |        |                |                              |                                                                                                  |
| 1981 | Mary Lebsock           | Las Vegas      |        |                |                              |                                                                                                  |
| 1980 | Kimberlee Guider       | Las Vegas      |        |                |                              |                                                                                                  |
| 1979 | Aleasha Magleby        | Las Vegas      |        |                |                              |                                                                                                  |
| 1978 | Dawn Jameson           |                |        |                |                              |                                                                                                  |
| 1977 | Mary O'Neal Contino    | Las Vegas      |        | 2ª colocada    |                              | Atuou em um dos papeis principais da série australiana de TV Chuck Finn                          |
| 1976 | Janice Carrell         |                |        |                |                              |                                                                                                  |
| 1975 | Madonna Allison        | Las Vegas      |        |                |                              |                                                                                                  |
| 1974 | Linda Dryden           |                |        | Semi-finalista |                              |                                                                                                  |
| 1973 | Laura Fritz            |                |        |                |                              |                                                                                                  |
| 1972 | Tracey Lynn Whitney    |                |        |                |                              |                                                                                                  |
| 1971 | Anita Laurie           |                |        |                |                              |                                                                                                  |
| 1970 | Sheri Schruhl          | Las Vegas      |        | 3ª colocada    |                              |                                                                                                  |
| 1969 | Karen Esslinger        |                |        | Semi-finalista |                              |                                                                                                  |
| 1968 | Kathy Landry           |                |        | 3ª colocada    |                              |                                                                                                  |
| 1967 | Jacqueline Moore       |                |        | Semi-finalista |                              |                                                                                                  |
| 1966 | Mary Martin            |                |        |                |                              |                                                                                                  |
| 1965 | Denyse Turner          |                |        | Semi-finalista |                              |                                                                                                  |
| 1965 | Bunny Baxter           |                |        |                |                              | Renunciou                                                                                        |
| 1964 | Pamela Diane Morris    |                |        |                |                              |                                                                                                  |
| 1963 | Kathee Francis         |                |        | Semi-finalista |                              |                                                                                                  |
| 1962 | Janet Hadland          |                |        | 5ª colocada    |                              |                                                                                                  |
| 1961 | Karen Weller           |                |        | 3ª colocada    |                              |                                                                                                  |
| 1960 | Não competiu           |                |        |                |                              |                                                                                                  |
| 1959 | Joy Blaine             |                |        | Semi-finalista |                              |                                                                                                  |
| 1958 | Terry Lee Jeffers      |                |        |                |                              |                                                                                                  |
| 1957 | Joan Adams             |                |        | 3ª colocada    |                              |                                                                                                  |
| 1956 | Marley Sanderson       |                |        |                |                              |                                                                                                  |
| 1955 | Não competiu           |                |        |                |                              |                                                                                                  |
| 1954 | Mary Jane Arnold       |                |        |                |                              |                                                                                                  |
| 1953 | Earlene Whitt          |                |        | Semi-finalista |                              |                                                                                                  |
| 1952 | Barbara Jean Clark     |                |        |                |                              |                                                                                                  |

1 Idade à época do concurso Miss USA